# Нокаут гена
Нокаут гена (англ. Gene knockout) — метод молекулярной генетики, при котором из организма удаляют или выводят из строя определённые гены. Таким образом получают организм, «нокаутный» по неработающим генам. Нокаутные организмы помогают узнать функции генов, нуклеотидная последовательность которых известна (обратная генетика). Различия между нокаутным и нормальным организмом могут свидетельствовать о функции выключенного гена.
Метод введения нок-ин гена имеет сходства с методом нокаута гена, но в случае нок-ин заданный ген не удаляется из организма, а заменяется другим.
Метод нокаута разработали в 1980-х годах Марио Капекки, Оливер Смитис и Мартин Эванс, которые получили за свои работы Нобелевскую премию по физиологии и медицине в 2007 году.